# 博雷尔函数演算
在数学的一个分支——泛函分析中， 博雷尔函数演算是一种函数演算  。例如，将平方函数 {\displaystyle s\mapsto s^{2}} 作用到算子 {\displaystyle T} 上会得到算子 {\displaystyle T^{2}} 。而适用于更大范围的函数的函数演算使得我们可以（作为一个例子）严格地定义（负的）拉普拉斯算子 −Δ 的“平方根”或指数 {\displaystyle e^{it\Delta }} 。
这里的「范围」是指允许的函数类型。博雷尔函数演算比连续函数演算更通用，其侧重点也不同于全纯函数演算。
更准确地说，博雷尔函数演算允许将任意博雷尔函数作用于一个自伴算子，同时对于多项式函数有与多项式函数演算一样的行为。

## 动机
设 {\displaystyle T} 是有限维内积空间 {\displaystyle H} 上的自伴算子，则 {\displaystyle H} 具有由 {\displaystyle T} 的本征向量组成的正交基 {\displaystyle \{e_{1},\dots ,e_{\ell }\}} ，即
{\displaystyle Te_{k}=\lambda _{k}e_{k},\qquad 1\leq k\leq \ell .}
因此，对于任意正整数 {\displaystyle n} ，
{\displaystyle [T\psi ](x)=f(x)\psi (x).}{\displaystyle T^{n}e_{k}=\lambda _{k}^{n}e_{k}.}
如果只考虑 {\displaystyle T} 的多项式，则得到全纯函数演算。实际上还可以得到 {\displaystyle T} 的更一般的函数。给定一个博雷尔函数 {\displaystyle h} ，可以通过确定算子在基上的行为来定义一个算子 {\displaystyle h(T)} ：
{\displaystyle h(T)e_{k}=h(\lambda _{k})e_{k}.}
一般来说，任何自伴算子 {\displaystyle T} 都酉等价于一个乘法算子（这是谱定理的一种表述）。也就是说，对于许多目的而言， {\displaystyle T} 可以被视为一个作用于某个测度空间的平方可积函数上的运算符：
{\displaystyle [T\psi ](x)=f(x)\psi (x)}
这时有
{\displaystyle [h(T)\psi ](x)=[h\circ f](x)\psi (x).}
对于许多技术目的来说，这种表述已经足够好了。然而，有时也会希望能有对函数演算的一种表述，其不依赖于作为乘法运算符的 {\displaystyle T} 的特定表示。这就是下一节要做的事情。

## 有界函数演算
现在正式地定义希尔伯特空间 {\displaystyle H} 上的自伴算子 {\displaystyle T} 的有界博雷尔函数演算 πT 。设 {\displaystyle L^{\infty }(\mathbb {R} ,\mathbb {C} )}是在实轴上的有界复值博雷尔函数所构成的空间， πT 是其上的一个映射
{\displaystyle \pi _{T}:L^{\infty }(\mathbb {R} ,\mathbb {C} )\to {\mathcal {B}}({\mathcal {H}}):f\mapsto f(T),}
满足
- 将 {\displaystyle L^{\infty }(\mathbb {R} ,\mathbb {C} )} 看作一个环， πT 是其上的同态，且保对合、保单位元。
- 设有 {\displaystyle \xi \in H} ，博雷尔集 {\displaystyle E\subset \mathbb {R} } ，那么{\displaystyle \nu _{\xi }:E\mapsto \langle \pi _{T}(\mathbf {1} _{E})\xi ,\xi \rangle }构成一个测度。其中 {\displaystyle 1_{E}} 是 {\displaystyle E} 的指示函数。该测度称为是 {\displaystyle T} 的谱测度。
- 对于复数上的恒等映射 {\displaystyle \mathrm {id} } ，有{\displaystyle \pi _{T}\left([\mathrm {id} +i]^{-1}\right)=[T+i]^{-1}.}

定理 — 任意自伴算子都有一个唯一的博雷尔函数演算。
这定义了有界函数的函数演算，而这也或可适用于无界自伴算子。使用有界函数演算，可以证明单参数酉群的斯通定理的一部分：
定理 — 若算子 {\displaystyle A} 是自伴的，那么
{\displaystyle U_{t}=e^{itA},\qquad t\in \mathbb {R} }
是一个以{\displaystyle iA}为生成元 (幺正算子群)的单参数强连续酉群。
作为一个应用，我们考虑薛定谔方程，或者说量子力学系统的动力学。在非相对论量子力学中，哈密顿算子 {\displaystyle {\hat {H}}} 描述了量子力学系统的总能量。 {\displaystyle i{\hat {H}}} 生成的酉群对应于系统的时间演化。
我们还可以使用博雷尔函数演算来抽象地解决一些线性初值问题，例如热方程或麦克斯韦方程组。

### 函数演算的存在性
具有上述函数演算性质的映射的存在性需要证明。对于有界自伴算子 {\displaystyle T} ，博雷尔函数演算的存在性可以用初等的方式叙述如下：
首先利用魏尔施特拉斯逼近定理来从多项式过渡到连续函数演算。这里的关键事实是，对于有界自伴算子 {\displaystyle T} 和多项式 {\displaystyle p} ，有
{\displaystyle \|p(T)\|=\sup _{\lambda \in \sigma (T)}|p(\lambda )|.}

因此，映射 {\displaystyle p\mapsto p(T)}构成多项式环上的保距映射和稠定的同态。借助连续性可以进一步推广，对 {\displaystyle T} 谱上的连续函数 {\displaystyle f} 定义 {\displaystyle f(T)} 。然后，里斯-马尔可夫-角谷表示定理允许我们从连续函数的积分过渡到谱测度，于是就得到了博雷尔函数演算。
或者，在交换巴拿赫代数的背景下，连续函数演算可以通过盖尔范德变换获得。然后同上面的一样利用里斯-马尔可夫-角谷定理来推广到可测函数。在这一表述中， {\displaystyle T}只需是正规算子。
给定一个算子 {\displaystyle T} ，连续函数演算 {\displaystyle h\to h(T)} 的值域是 {\displaystyle T} 生成的（阿贝尔）C*-代数 {\displaystyle C(T)}。博雷尔函数演算的值域则更大，即 {\displaystyle C(T)} 在弱算子拓扑下的闭包——一个（同样是阿贝尔的）冯诺依曼代数。

## 一般函数演算
我们还可以为未必有界的博雷尔函数 {\displaystyle h} 定义函数演算，所得结果是一个算子，而这个算子也可能不是有界的。用自伴算子谱定理所提供的乘法算子那套表述的话，它就是 {\displaystyle h\circ f} 的乘法算子。
定理 — 设 {\displaystyle T} 是 {\displaystyle H} 上的一个自伴算子， {\displaystyle h} 是 {\displaystyle \mathbb {R} } 上的一个实值博雷尔函数。存在一个唯一的算子 {\displaystyle S\triangleq h(T)} 满足
{\displaystyle \operatorname {dom} S=\left\{\xi \in H:h\in L_{\nu _{\xi }}^{2}(\mathbb {R} )\right\}}
{\displaystyle \langle S\xi ,\xi \rangle =\int _{\mathbb {R} }h(t)d\nu _{\xi }(t),\qquad \xi \in \operatorname {dom} S}

更一般地，对于（有界）正规算子也存在博雷尔函数演算。

## 单位分解
设有自伴算子 {\displaystyle T} ， {\displaystyle E} 是 {\displaystyle \mathbb {R} } 的 博雷尔子集，而 {\displaystyle 1_{E}} 是 {\displaystyle E} 的指示函数，则 {\displaystyle 1_{E}(T)} 是 {\displaystyle H} 上的正交投影。那么映射{\displaystyle \Omega :E\mapsto \mathbf {1} _{E}(T)}是一个投影值测度，其被称为 {\displaystyle T} 的单位分解（resolution of the identity）。 {\displaystyle \mathbb {R} }  上的测度相对于 {\displaystyle \Omega }是 {\displaystyle H} 上的恒等算子。换句话说，恒等算子可以表示为谱积分 {\textstyle I=\int 1\,d\Omega } 。有时，术语「单位分解」也用于上式这样的将恒等算子描述为谱积分的过程。
在离散测度的情况下（特别是当 {\displaystyle H} 维度有限时）， {\textstyle I=\int 1\,d\Omega } 可以用狄拉克记号写成{\displaystyle I=\sum _{i}\left|i\right\rangle \left\langle i\right|}各 {\displaystyle |i\rangle } 是 {\displaystyle T} 的归一化本征向量。集合 {\displaystyle \{|i\rangle \}} 构成 {\displaystyle H} 的一组标准正交基。
物理文献通常是启发式地把上面的式子延伸到谱测度不再离散的情况，将单位分解写成{\displaystyle I=\int \!\!di~|i\rangle \langle i|}并讨论所谓「连续基」或「基态矢的连续统」 {\displaystyle \{|i\rangle \}} 。 从数学上讲，除非给出严格的论证，否则这种表达式纯粹是一种形式记号。